# Stuart Hamm
Stuart Hamm, detto Stu (New Orleans, 8 febbraio 1960), è un bassista statunitense conosciuto per le sue session con numerosissimi artisti e per il suo virtuosismo.
Ha suonato con Steve Vai, Frank Gambale e con Joe Satriani. Fu proprio grazie a Satriani che il talento di Hamm emerse dai locali di San Francisco. Ancora oggi prosegue la collaborazione col chitarrista italo-americano, sia in studio di registrazione che dal vivo. Attualmente è il leader di una band rock-fusion.

## Stile e tecnica
Musicista molto versatile è in grado di passare da ritmiche molto semplici ed essenziali (come ad esempio in gran parte dei brani di Satriani) a dimostrazioni di estremo virtuosismo. In particolare Stuart Hamm è conosciuto per le sue avanzate tecniche di slap e tapping, che, spesso combinate assieme, gli consentono di creare brani in cui il basso svolge la funzione sia di accompagnamento che di strumento melodico.
Mentre la maggior parte dei bassisti esegue lo slap su una o due corde per volta (spesso utilizzando il salto di ottava), Stuart Hamm è solito ricorrere a veloci passaggi suonati su tre o quattro corde: utilizzando particolari combinazioni di thumb (note percosse con pollice) e pull (l'indice o il medio tirano la corda per poi farla rimbalzare sul manico), il bassista riesce ad eseguire fraseggi simili a ciò che i chitarristi ottengono tramite la tecnica dello sweep-picking. Un esempio di questa tecnica è ascoltabile nel brano Count Zero, il cui riff principale è composto da sei note suonate in slap: utilizzando thumb ribattuti o suonati sulla stessa corda su cui è appena stato eseguito un pull, il bassista riesce a muoversi molto velocemente in un range di un'ottava e mezza (18 semitoni) utilizzando tutte e quattro le corde del basso.
Un'altra tecnica che caratterizza Stuart Hamm è la capacità di eseguire il tapping utilizzando tutte e quattro le dita della mano destra: Hamm è, infatti, uno dei pochi bassisti ad utilizzare anche il mignolo. Questa tecnica gli permette di eseguire particolari arpeggi, come nel brano Moonlight Sonata, in cui l'uso del mignolo permette di suonare note che risulterebbero difficilmente raggiungibili dalle altre dita. 
Nel brano Flow my tears si può sentire Stuart Hamm che dopo aver eseguito il tapping su una nota, utilizza la tecnica dello slide, rendendo la mano destra indipendente da quella sinistra, che si occupa dell'accompagnamento.
Durante i concerti con Joe Satriani, il virtuosismo di Stuart Hamm viene in gran parte tenuto a freno, a causa delle ritmiche relativamente semplici ed essenziali del chitarrista; si può anche notare come il bassista mantenga per buona parte dello show un atteggiamento molto posato e tranquillo, tipico di gran parte dei sessionman. Tuttavia, ad un certo punto della serata, ad Hamm vengono concessi alcuni minuti in cui esibirsi da solo, durante i quali il bassista dà sfoggio di tutta la sua tecnica, spesso contornata da una buona dose di ironia. Durante tali assoli vengono eseguiti fraseggi estratti dai suoi dischi da solista; quelli a cui vengono dati maggior risalto sono la sua interpretazione della Sonata al chiaro di luna di Beethoven e Country Song, che viene suonata ad una velocità estremamente più grande rispetto al disco.
Al termine dei suoi assoli, parte una specie di gioco col pubblico, che urla il nome di Stu (diminutivo di Stuart) mantenendo una tonalità molto bassa: l'effetto risultante è molto simile a quello di una folla che urla "buuuu" per criticare un artista. Chi non è a conoscenza di questo scherzo, è portato a credere che al termine dei suoi assoli il pubblico stia fischiando Stuart Hamm, mentre invece si tratta di un curioso modo per acclamarlo. Lo stesso Steve Vai, una volta, prese il microfono in mano e urlò anch'egli "Stuuuuuu!". Durante il suo Live in San Francisco, Joe Satriani affermò "They "Stu" him because they love him" (cioè che la folla gli gridava "Stu" poiché lo amava).
L'azienda produttrice di chitarre Fender ha creato un basso elettrico realizzato e pubblicizzato da Hamm, chiamato "Urge" nelle versioni I e II.
Anche la Washburn ha creato un basso elettrico e un basso acustico realizzati e pubblicizzati da Hamm, chiamati rispettivamente SH B3 e AB 40SH Stu Hamm, i pick-up del primo vengono prodotti dall'azienda EMG proprio per Stuart.

## Discografia parziale
Da solista
- 1988 - Radio Free Albemuth
- 1989 - Kings of Sleep
- 1991 - The Urge
- 2000 - Outbound
- 2007 - Live Stu X 2
- 2010 - Just Outside of Normal

Con Frank Gambale
- 1990 - The Great Explorers

Con Frank Gambale and Steve Smith
- 1998 - Show Me What You Can Do
- 2000 - The Light Beyond (2000)
- 2003 - GHS3

Con Joe Satriani
- 1988 - Dreaming #11
- 1989 - Flying in a Blue Dream
- 1993 - Time Machine
- 1998 - Crystal Planet
- 2001 - Live in San Francisco
- 2010 - Live In Paris: I Just Wanna Rock

Con G3
- 1997 - G3: Live in Concert

Con Steve Vai
- 1984 - Flex-Able
- 1990 - Passion and Warfare
- 1996 - Fire Garden

Con il M.S.G.
- 2003 - Arachnophobiac

Con altri artisti
- Richie Kotzen, Richie Kotzen (1989)
- Michael Schenker Group, Arachnophobiac (2003)
- Working Man, a Rush tribute album, tracks #7, #10, #11 (1996)
- Yngwie Malmsteen, Ronnie James Dio, for Not The Same Old Song and Dance, an Aerosmith tribute album, track #6, "Dream On" (1999)
- George Lynch, Gregg Bissonette, and Vince Neil, for Bat Head Soup, an Ozzy Osbourne tribute album, track #9, "Paranoid" (2006)
- Caifanes (band) on the El nervio del volcán (album) on track #8 Quisiera Ser Alcohol.
- Adrian Legg, Mrs. Crowe's Blue Waltz (1992)
- Bill Lonero, "Slather" (2004)
- David Stockden, "Reflections of Themes" (2009)
- Thomas Tomsen, "Sunflickers" (2010)
- Matthias Arp, "Endorphin Overdose" (2010) - Track 1+10
- Marco Iacobini, "The Sky There'll Always Be" (2013)

Video didattici 
- 1987 - Slap, Pop & Tap For The Bass
- 1993 - Deeper Inside the Bass
- 2008 - Bass Basics
- 2010 - Fretboard Fitness